# Часов, Дмитрий Иванович
Дмитрий Иванович Часов (25 сентября 1911, Карачев — 25 июля 1981, Новосибирск) — советский офицер-пехотинец в Великой Отечественной войне, Герой Советского Союза (27.02.1945). Майор.

## Биография
Окончил среднюю школу, затем рабфак. Работал в типографии.
В 1933 году был призван на службу в Рабоче-крестьянскую Красную Армию. Служил в пограничных войсках. В 1941 году окончил Харьковское кавалерийское пограничное училище НКВД СССР. С января 1942 года — на фронтах Великой Отечественной войны. Воевал в 11-й стрелковой дивизии НКВД и во 2-й гвардейской стрелковой дивизии на Закавказском фронте, участник битвы за Кавказ. В боях четыре раза был ранен, после очередного ранения в 1944 году окончил курсы усовершенствования комсостава.
С ноября 1944 года капитан Дмитрий Часов командовал батальоном 1028-го стрелкового полка 260-й стрелковой дивизии 139-го стрелкового корпуса 47-й армии 1-го Белорусского фронта. Особо отличился при освобождении Польши в ходе Висло-Одерской наступательной операции. 16 января 1945 года батальон Часова, перейдя в наступление под городом Ломна, форсировал с боем Вислу и, очистив от противника острова, захватил плацдарм на её западном берегу. В ходе последующих боёв батальон захватил важнейшие высоты и расширил плацдарм до пяти километров по фронту, уничтожив 1 артиллерийскую батарею, 2 тягача, 4 автомашины и несколько солдат и офицеров противника.
Указом Президиума Верховного Совета СССР от 27 февраля 1945 года «за образцовое выполнение боевых заданий командования на фронте борьбы с немецкими захватчиками и проявленные при этом отвагу и геройство» капитану Дмитрию Ивановичу Часову присвоено звание Героя Советского Союза с вручением ордена Ленина и медали «Золотая Звезда» за номером 7428.
В 1946 году майор Д. И. Часов уволен в запас. Проживал в Новосибирске, работал в органах МВД СССР. Похоронен на Заельцовском кладбище Новосибирска.
Был также награждён орденами Отечественной войны 1-й степени (22.03.1945) и Красной Звезды (22.05.1943), рядом медалей.
Бюст установлен на Аллее Героев в Карачеве. В честь Часова названа школа-интернат в Барнауле.